# Elefantiaza
Elefantiaza, pravilneje limfatična filariaza, je bolezen, ki jo povzročajo zajedavski črvi naddružine Filarioidea. Mnogi primeri bolezni ne kažejo bolezenskih znakov. Pri nekaterih pa pride do obučnih oteklin na rokah, nogah ali spolovilih. Pride lahko tudi do odebeljene kože in  lahko tudi bolečin. Spremembe v telesu lahko pri prizadetih vodijo do socialnih in ekonomskih težav.
Črvi se prenašajo s pikom okuženega komarja. Do okužbe običajno pride že, ko je prizadeti še otrok. Tri vrste črvov povzročajo bolezen: Wuchereria bancrofti, Brugia malayi, in Brugia timori. Wuchereria bancrofti je med njimi najbolj pogost. Črvi poškodujejo limfni sistem. Bolezen se odkrije z mikroskopiranjem krvi, odvzete pomoči. Kri je treba pripraviti kot debel razmaz in jo obarvati po Giemsi. Kri se lahko tudi testira na protitelesa proti povzročitelju bolezni.
Bolezen se preprečuje z zdravljenjem celotne skupine, ki je obolela, na letni osnovi, z namenom, bolezen v celoti zatreti. Za to je potrebnih šest let. Uporabljena zdravila so albendazol z ivermektinom ali albendazol z dietilkarbamazinom. Zdravila odraslih črvov ne ubijejo, preprečujejo pa nadaljnje širjenje bolezni tako dolgo, da črvi pomrejo sami od sebe. Priporoča se preprečevati pike komarjev, in sicer s tem, da se zmanjšuje število komarjev in da se uporablja mreže za postelje.
Z limfatično filariazo je po svetu okuženih več kot 120 milijonov ljudi. Okoli 1.4 milijard ljudi v 73 deželah je ogroženih. Najbolj pogosta je bolezen v Afriki in Aziji. Bolezen povzroča gospodarsko škodo, ki znaša več milijard dolarjev na leto.
Za odkritje zdravila ivermektin sta William C. Campbell in Satoši Omura leta 2015 prejela Nobelovo nagrado za medicino in fiziologijo  (ex aequo z Joujou Tu za odkritje artemizina).